# Virginie Protat
Virginie Protat (* 1990 in Lyon) ist eine französische Köchin.

## Werdegang
Ihre Ausbildung absolvierte sie wie Benjamin Chmura am Institut Paul Bocuse. Dann kochte sie in Restaurants in Frankreich, Australien und Neuseeland.
Im Oktober 2021 wurde sie Küchenchefin im Tantris DNA in München, das im März 2022 mit einem Michelinstern ausgezeichnet wurde. Im Mai 2023 wurde bekannt, dass sie das Tantris DNA verlässt. Sie ging zurück nach Frankreich.

## Auszeichnungen
- 2022: Ein Michelinstern für das Restaurant Tantris DNA[6]
- 2022: Aufsteigerin des Jahres von Der Feinschmecker[9]